# Lobau
Lobau är en slätt i Österrike, 10 km öster om huvudstaden Wien. Platsen är mest känd för slaget vid Aspern-Essling, där Napoleon led sitt första nederlag.